# Travis (szympans)
Travis (ur. 21 października 1995, zm. 16 lutego 2009) – samiec szympansa, który żył z ludźmi. 16 lutego 2009 zaatakował i poturbował przyjaciółkę swojej właścicielki, oślepiając ją, wyrywając różne części ciała i raniąc jej twarz. Został postrzelony przez funkcjonariusza Franka Chiafari.
W wyniku incydentu, dyskutowano nad logiką i etyką posiadania naczelnych jako zwierząt domowych. Miano wprowadzić ustawę, która miała wprowadzić szympansy i inne naczelne do listy „zakazanych gatunków dzikiej przyrody”, których nie można sprzedawać ani kupować w handlu międzystanowym i zagranicznym. Ustawa ta nie została przyjęta przez Senat Stanów Zjednoczonych.

## Życiorys
Travis był synem Suzy i Coco – szympansów, sprowadzonych z Afryki do USA w latach 70. Urodził się w Festus w Missouri 21 października 1995 w Mike and Connie Braun Casey's Compound, obecnie Missouri Chimpanzee Sanctuary. W osobnym incydencie, Susy została śmiertelnie postrzelona podczas ucieczki w 2001.  Sandra i Jerome Herolodowie kupili Travisa za 50 000 USD od hodowcy, po tym, jak został odebrany matce, gdy miał 3 dni. Został nazwany po ulubionym piosenkarzu Sandry, Travisie Tritcie.
Sandra i Jerome wychowywali Travisa w swoim domu w Rock Rimmon Road w North Stamford. Był ich stałym towarzyszem i często przybywał z nimi w pracy lub na zakupach. Byli właścicielami firmy holowniczej, a Travis pozował do zdjęć w sklepie i jeździł lawetą, mając zapięte pasy bezpieczeństwa i koszulkę baseballową. Stał się popularny w mieście i był znany z witania policjantów, których napotkał podczas holowania samochodów. Wystąpił w kilku programach telewizyjnych i reklamach, w tym spotach Pepsi, a także w The Maury Povich Show i The Man Show, choć kwestionowano, że jest tym samym szympansem, który wystąpił w tych programach.
Dorastając wśród ludzi, Travis był zsocjalizowany od urodzenia. Jeden z sąsiadów twierdził, że się z nim bawił i siłował. Dodał, że Travis zawsze wiedział, kiedy odpuścić i zwracał szczególną uwagę na Sandrę. „Słuchał lepiej niż moi siostrzeńcy” - stwierdził sąsiad po tym, jak Travis zmasakrował Charlę. „Po prostu nie wiem, dlaczego miałby to zrobić”. Travis potrafił otwierać drzwi za pomocą kluczy, ubierać się, podlewać rośliny, karmić sianem konie Sandry i Jerome'a, jeść przy stole z resztą rodziny i pić wino z kieliszka. Tak bardzo lubił lody, że nauczył się rozkładów jazdy furgonetek z lodami. Logował się do komputera, by oglądać zdjęcia, oglądał telewizję za pomocą pilota i mył zęby przy użyciu Water Pik. Travis ważył 200 funtów (ok. 91 kg), sklasyfikowano go jako znaczenie otyłego, jak na szympansa. Lubił oglądać baseball w telewizji. Kilkukrotnie prowadził też samochód.
Suzan – jedyna córka Sandry, zginęła w wypadku samochodowym w październiku 2000, a jej mąż zmarł na raka w kwietniu 2004. W rezultacie, Sandra zaczęła traktować Travisa jak syna i rozpieszczała go. Spała i kąpała się z nim. Po jego śmierci stwierdziła: „Jestem teraz pusta. Spał ze mną każdej nocy. Dopóki nie zjesz z szympansem i nie wykąpiesz się z szympansem, nie znasz szympansa”.

## Incydenty

### 2003
W październiku 2003, Travis uciekł z samochodu Sandry i spowodował korek na ruchliwym skrzyżowaniu, był na wolności przez kilka godzin. Do incydentu doszło po tym, jak jeden z przechodniów rzucił pustą butelkę po napoju gazowanym, która przeszła przez częściowo otwarte okno i uderzyła Travisa, gdy samochód zatrzymał się przy światłach. Przestraszony, odpiął pas bezpieczeństwa, otworzył drzwi i zaczął gonić pieszego, choć bezskutecznie. Gdy przyjechała policja, kilkukrotnie zwabili go do samochodu, tylko po to, by wyszedł przez inne drzwi, po czym zaczął biegać dookoła samochodu.
W wyniku tego zdarzenia, Zgromadzenie Ogólne Connecticut uchwaliło ustawę, zakazującą posiadania naczelnych ważących więcej niż 50 funtów (23 kg) jako zwierząt domowych i wymagającą od właścicieli egzotycznych zwierząt ubiegania się o pozwolenie. Nowe prawo weszło w życie w 2009, a od śmierci Travisa w tym samym roku nikt w stanie nie złożył wniosku o adopcję szympansa. Departament Ochrony Środowiska Connecticut (DEP) nie egzekwował prawa wobec Sandry i Jerome'a, ponieważ byli oni właścicielami Travisa od dawna, a DEP nie uważał, by stanowił on zagrożenie dla bezpieczeństwa publicznego.

### 2009
16 lutego 2009, ok. godz. 15:40, Travis zaatakował 55-letnią przyjaciółkę swojej właścicielki – Charlę Nash, poważnie raniąc jej twarz i kończyny. Wyszedł z domu z kluczykami do samochodu Sandry, a Charla przyszła zaprowadzić go z powrotem do środka, widząc jak Charla trzyma jego ulubioną maskotę Elmo, Travis popadł w szał i zaatakował ją. Znał ją, pracowała również w firmie jego właścicielki, w czasie ataku miała inną fryzurę i prowadziła inny samochód, co mogła go zdezorientować i zaniepokoić. Podawano mu Xanax i leki na boreliozę. Sandra próbowała go powstrzymać, uderzając go w głowę łopatą i dźgając go w plecy nożem rzeźnickim.
Sandra później powiedziała: „Dla mnie zrobienie czegoś takiego, wbicie w niego noża, było jak wbicie go w siebie”. Travis odwrócił się, jakby chciał powiedzieć: „Mamo, co ty zrobiłaś?”. Robił się coraz bardziej wściekły. W tym momencie Sandra, myśląc, że Charla nie żyje, rzuciła się do swojego samochodu, zamknęła się w środku i zadzwoniła pod 911. Krzyki Travisa można było usłyszeć w tle na początku nagrania, gdy błagała policję o pomoc, która początkowo uznała wezwanie za mistyfikację, dopóki nie krzyknęła: „On ją zjada!”. Pogotowie ratunkowe czekało na policję przed zbliżeniem się do domu. Gdy radiowóz podjechał, Travis zaczął biec w jego stronę, próbował otworzyć zamknięte drzwi pasażera i rozbił lusterko boczne. Następnie podszedł do drzwi od strony kierowcy i otworzył je, po czym funkcjonariusz Frank Chiafari strzelił do niego czterokrotnie ze swojego pistoletu służbowego. Uciekł do domu, gdzie został znaleziony martwy koło swojej klatki.